# Подільський провулок (Житомир)
Подільський провулок — провулок в Богунському районі міста Житомира.

## Характеристики
Розташований у стародавній частині міста — в історичній місцевості Поділ.

Бере початок з Троянівської вулиці. Прямує на південь. Завершується кутком на схилах правого берега річки Рудавки. 

## Історія
Являє собою один з найстаріших провулків Житомира. Показаний на мапі міста 1781 року.
Первинна забудова провулка сформувалася до початку ХІХ ст.
На мапі 1915 року показаний з назвою Подільський. У радянські часи тимчасово мав назву Міліцейський, оскільки на початку провулка знаходився міськвідділ міліції.